# Pacibulka
Pacibulka (bulbillus) je útvar, která vzniká ztloustnutím šupiny pupenu a z pupenu tak vzniká vejčitý až kulovitý útvar sloužící k vegetativnímu rozmnožování. Po opadu či výsevem pacibulky z ní vyroste nová rostlina. Pacibulky se liší podle umístění, pacibulka bazální vzniká v úžlabí bazálních listů, pacibulka kořenová na kořenech, pacibulka úžlabní v paždí lodyžních listů-např. kyčelnice cibulkonosná (Dentaria bulbifera) nebo lilie cibulkonosná (Lilium bulbiferum), pacibulka v květenství-typická pro některé česneky, např. česnek ořešec (Allium scorodoprassum).

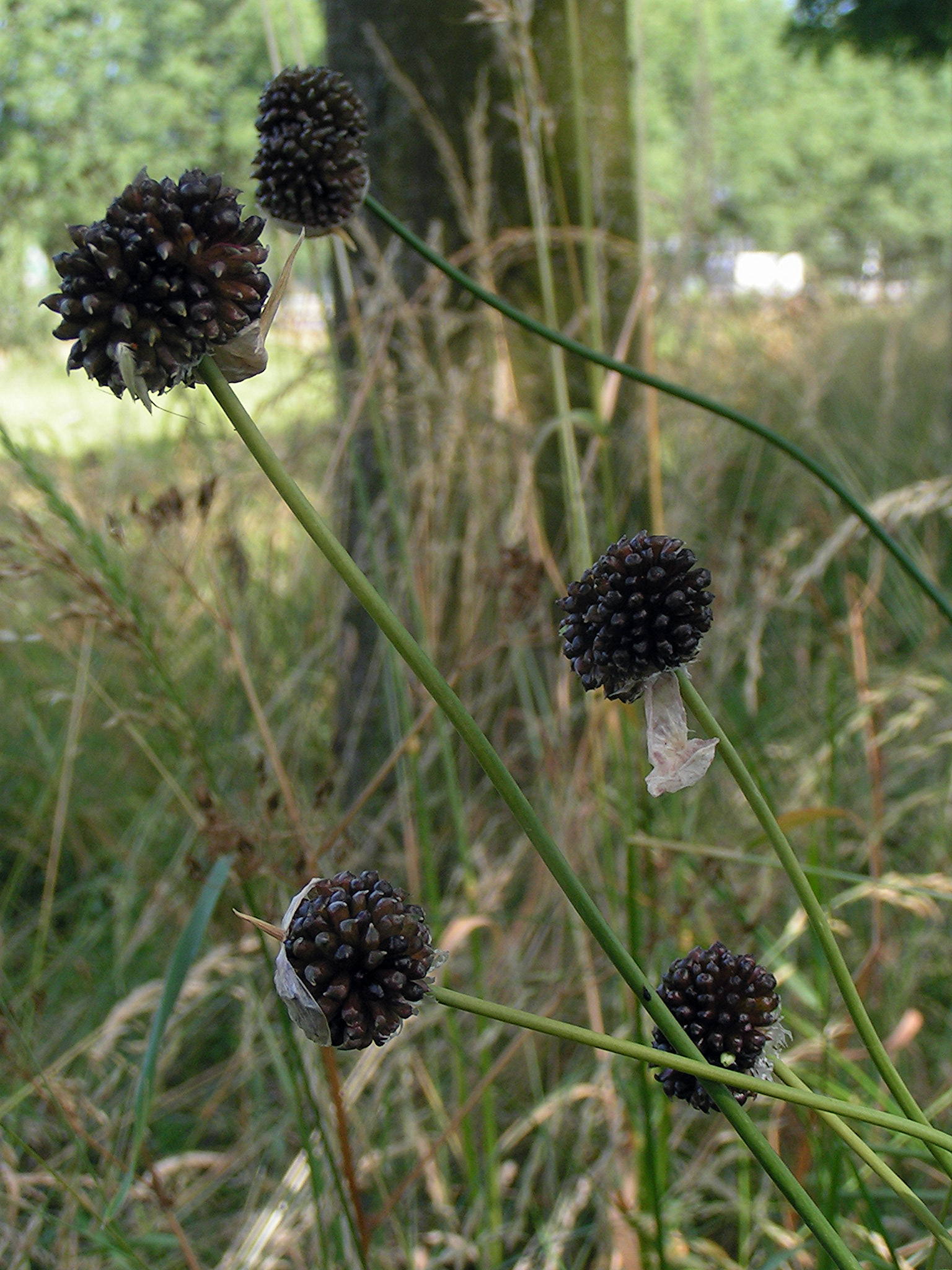
pacibulky v květenství u česneku viničního (Allium vineale)
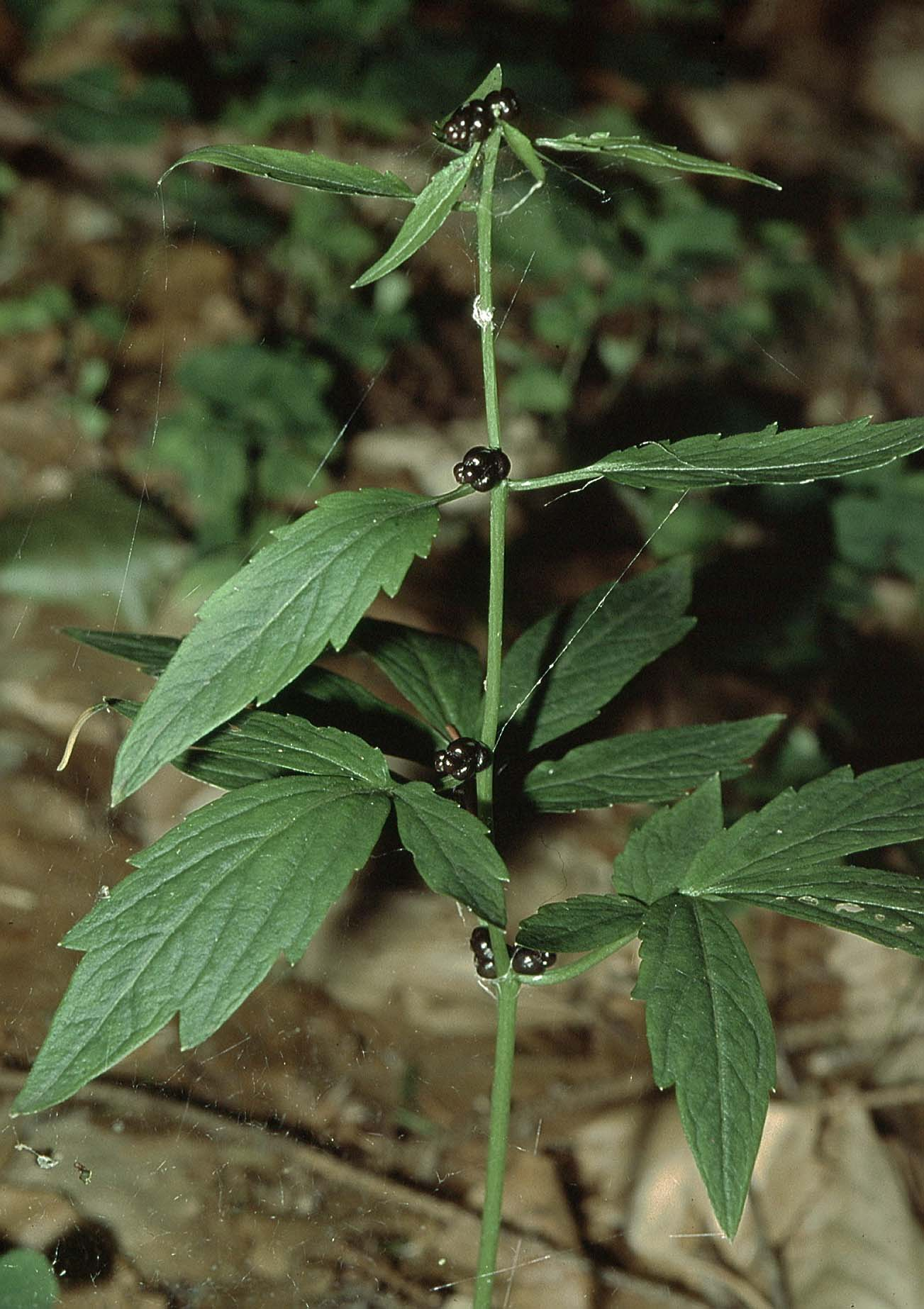
úžlabní pacibuly u kyčelnice cibulkonosné (Dentaria bulbifera)
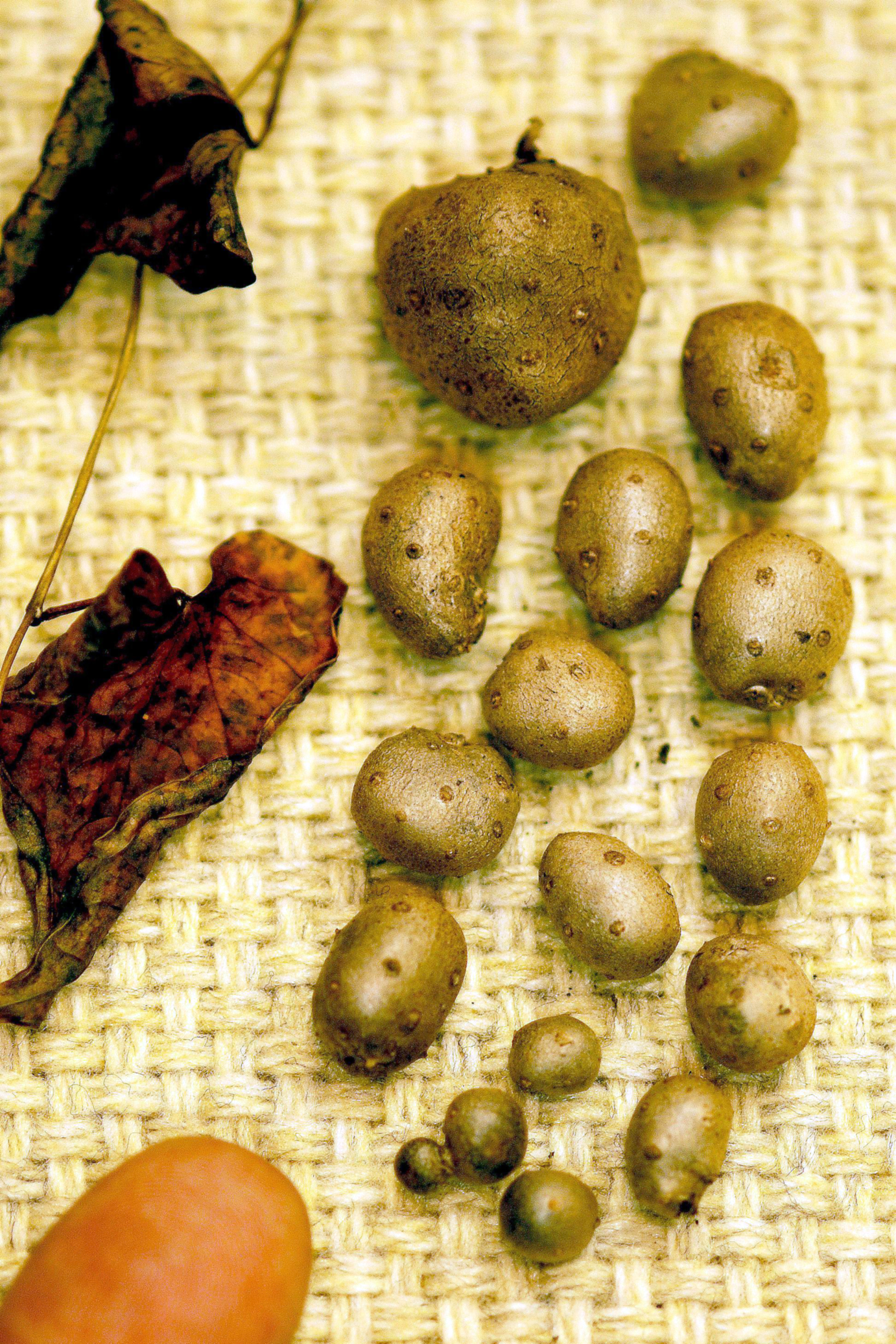
pacibulky u smldince (Dioscorea batatas)